# Arrondissement Montmorillon
Das Arrondissement Montmorillon ist eine Verwaltungseinheit im französischen Département Vienne innerhalb der Region Nouvelle-Aquitaine. Verwaltungssitz (Unterpräfektur) ist Montmorillon.
Es besteht aus fünf Kantonen und 90 Gemeinden.

## Kantone
- Chauvigny (mit 6 von 15 Gemeinden)
- Civray
- Lusignan (mit 6 von 15 Gemeinden)
- Lussac-les-Châteaux
- Montmorillon (mit 24 von 26 Gemeinden)

## Gemeinden
Die Gemeinden des Arrondissements Châtellerault sind:
| 1. Adriers (86001)                 | 2. Anché (86003)               | 3. Antigny (86006)                   | 4. Asnières-sur-Blour (86011)        |
| 5. Asnois (86012)                  | 6. Availles-Limouzine (86015)  | 7. Béthines (86025)                  | 8. Blanzay (86029)                   |
| 9. Bouresse (86034)                | 10. Bourg-Archambault (86035)  | 11. Brigueil-le-Chantre (86037)      | 12. Brion (86038)                    |
| 13. Brux (86039)                   | 14. Champagné-le-Sec (86051)   | 15. Champagné-Saint-Hilaire (86052)  | 16. Champniers (86054)               |
| 17. Chapelle-Viviers (86059)       | 18. Charroux (86061)           | 19. Chatain (86063)                  | 20. Château-Garnier (86064)          |
| 21. Chaunay (86068)                | 22. Civaux (86077)             | 23. Civray (86078)                   | 24. Coulonges (86084)                |
| 25. Fleix (86098)                  | 26. Gençay (86103)             | 27. Genouillé (86104)                | 28. Gouex (86107)                    |
| 29. Haims (86110)                  | 30. Jouhet (86117)             | 31. Journet (86118)                  | 32. Joussé (86119)                   |
| 33. L’Isle-Jourdain (86112)        | 34. La Bussière (86040)        | 35. La Chapelle-Bâton (86055)        | 36. La Ferrière-Airoux (86097)       |
| 37. La Trimouille (86273)          | 38. Lathus-Saint-Rémy (86120)  | 39. Lauthiers (86122)                | 40. Le Vigeant (86289)               |
| 41. Leignes-sur-Fontaine (86126)   | 42. Lhommaizé (86131)          | 43. Liglet (86132)                   | 44. Linazay (86134)                  |
| 45. Lizant (86136)                 | 46. Luchapt (86138)            | 47. Lussac-les-Châteaux (86140)      | 48. Magné (86141)                    |
| 49. Mauprévoir (86152)             | 50. Mazerolles (86153)         | 51. Millac (86159)                   | 52. Montmorillon (86165)             |
| 53. Moulismes (86170)              | 54. Moussac (86171)            | 55. Mouterre-sur-Blourde (86172)     | 56. Nalliers (86175)                 |
| 57. Nérignac (86176)               | 58. Paizay-le-Sec (86187)      | 59. Payroux (86189)                  | 60. Persac (86190)                   |
| 61. Pindray (86191)                | 62. Plaisance (86192)          | 63. Pressac (86200)                  | 64. Queaux (86203)                   |
| 65. Romagne (86211)                | 66. Saint-Gaudent (86220)      | 67. Saint-Germain (86223)            | 68. Saint-Laurent-de-Jourdes (86228) |
| 69. Saint-Léomer (86230)           | 70. Saint-Martin-l’Ars (86234) | 71. Saint-Maurice-la-Clouère (86235) | 72. Saint-Pierre-d’Exideuil (86237)  |
| 73. Saint-Pierre-de-Maillé (86236) | 74. Saint-Romain (86242)       | 75. Saint-Savin (86246)              | 76. Saint-Secondin (86248)           |
| 77. Saulgé (86254)                 | 78. Savigné (86255)            | 79. Sillars (86262)                  | 80. Sommières-du-Clain (86264)       |
| 81. Surin (Vienne) (86266)         | 82. Thollet (86270)            | 83. Usson-du-Poitou (86276)          | 84. Val-de-Comporté (86247)          |
| 85. Valdivienne (86233)            | 86. Valence-en-Poitou (86082)  | 87. Verrières (86285)                | 88. Villemort (86291)                |
| 89. Voulême (86295)                | 90. Voulon (86296)             |                                      |                                      |

## Ehemalige Gemeinden seit der landesweiten Neuordnung der Kantone
- Bis 2023: Saint-Macoux, Saint-Saviol

## Neuordnung der Arrondissements 2017

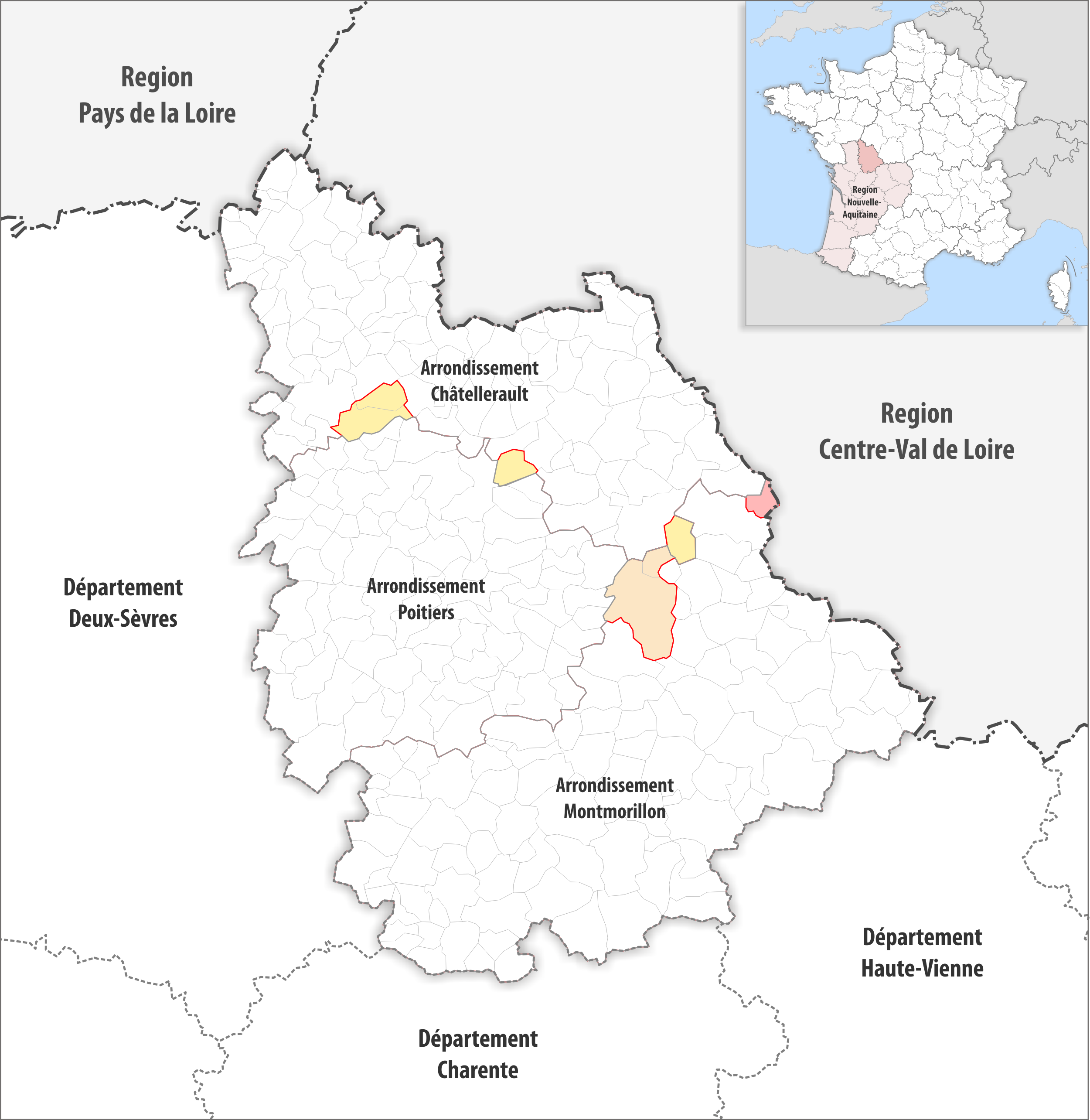
Arrondissementsanpassungen im Jahr 2017

Durch die Neuordnung der Arrondissements im Jahr 2017 wurde aus dem Arrondissement Montmorillon die Fläche der zwei Gemeinden Chauvigny und Sainte-Radégonde dem Arrondissement Poitiers und die Fläche der Gemeinde Angles-sur-l’Anglin dem Arrondissement Châtellerault zugewiesen.